# الطوبه
الطوبه (به عربی: الطوبة) یک روستا در سوریه است که در ناحیه مرکزی سلمیه واقع شده‌است. الطوبه ۲۶۲ نفر جمعیت دارد.